# 北極星嶺
北極星嶺（英語：Polarstar Ridge）是南極洲的山嶺，位於亞歷山大一世島南部，全長7公里，該山脈在1935年11月23日被發現，以美國探險家的低單翼機命名，現時受南極條約體系管理。